# Rogmocrypta nigella
Rogmocrypta nigella là một loài nhện trong họ Salticidae.
Loài này thuộc chi Rogmocrypta. Rogmocrypta nigella được Eugène Simon miêu tả năm 1900.